# Luca Garritano
Luca Garritano (Cosenza, provincia de Cosenza, 11 de febrero de 1994) es un futbolista italiano. Juega de delantero y su equipo es el Cosenza Calcio de la Serie B de Italia.

## Selección nacional
Ha sido internacional con la selección de fútbol de Italia en las categorías sub-18, sub-19, sub-20 y sub-21.

### Participaciones en Eurocopas
| Eurocopa                | Sede    | Resultado |
| ----------------------- | ------- | --------- |
| Eurocopa Sub-21 de 2017 | Polonia | Semifinal |

## Clubes
| Club               | País   | Año       |
| ------------------ | ------ | --------- |
| Inter de Milán     | Italia | 2012-2013 |
| A. C. Cesena       | Italia | 2013-2015 |
| Modena F. C.       | Italia | 2015      |
| A. C. Cesena       | Italia | 2015-2017 |
| A. C. ChievoVerona | Italia | 2017-2018 |
| Carpi F. C.        | Italia | 2018      |
| Cosenza Calcio     | Italia | 2018-2019 |
| A. C. ChievoVerona | Italia | 2019-2021 |
| Frosinone Calcio   | Italia | 2021-2025 |
| Cosenza Calcio     | Italia | 2025-     |

## Palmarés

### Campeonatos nacionales
| Título  | Club             | País   | Año     |
| ------- | ---------------- | ------ | ------- |
| Serie B | Frosinone Calcio | Italia | 2022-23 |